# Vivian Wu
Vivian Wu o Wu Junmei (en chino: 邬君梅; nacida el 5 de febrero de 1966 en Shanghái) es una actriz china-estadounidense, reconocida principalmente por su aparición en la película de 1987 El último emperador. Más tarde protagonizó los filmes Iron & Silk (1990), The Guyver (1991), El cielo y la tierra (1993), Las tortugas ninja III (1993), The Joy Luck Club (1993), The Pillow Book (1996) y The Soong Sisters (1997). En 2020 interpretó el papel de Lu Wang en la serie de ciencia ficción de Netflix Away.

## Biografía

### Primeros años y estudios
Wu nació en Shanghái, China. Es hija de Zhu Manfang, una de las principales actrices de China durante las décadas de 1940 y 1950. Asistió al instituto Shixi de Shanghái y comenzó a actuar a los 16 años en el Estudio Cinematográfico de esa misma ciudad. En 1987 asistió a la Hawái Pacific University, donde estudió turismo.

### Carrera
En 1985, Wu, que entonces tenía 18 años, se presentó a una audición para el papel de Wenxiu en la película de Bernardo Bertolucci de 1987 El último emperador. Seis meses más tarde fue elegida para el papel, lo que representó su debut en la gran pantalla. Posteriormente protagonizó la película dramática Shadow of China (1989), dirigida y coescrita por Mitsuo Yanagimachi, seguida de la comedia de acción Iron & Silk (1990). El año siguiente apareció en la película de comedia y acción The Guyver, junto con Mark Hamill. También en 1990 fue elegida por la revista People como una de las cincuenta personas más bellas del mundo.
Wu obtuvo reconocimiento de la crítica tras aparecer en The Joy Luck Club (1993), dirigida por Wayne Wang, y luego de protagonizar la película de drama erótico The Pillow Book (1996). Otros de sus papeles notables incluyen a Mitsu en la película de 1993 Las tortugas ninja III y al personaje histórico de Soong Mei-ling en la película de drama histórico de 1997 The Soong Sisters.
Además de sus papeles en el cine internacional, Wu también ha trabajado en televisión, haciendo apariciones como invitada en series como Los intocables, L.A. Law, Cuentos de la cripta, Highlander: The Series, JAG, Murder, She Wrote, F/X: The Series, ER y Ghost Whisperer. También protagonizó el videojuego de acción real Supreme Warrior (1994). Como May-Lin Eng en la película canadiense Eve and the Fire Horse (2005), Wu recibió una nominación al premio Genie. También apareció en el videojuego Indiana Jones and the Emperor's Tomb en el papel de Mei Ying. Es una de los cuatro jueces originales del programa de Hunan TV World's Got Talent.
En 2020 Wu regresó a las producciones de Hollywood después de casi 25 años, con un papel protagonista como la astronauta china Lu Wang en el drama de ciencia ficción de Netflix Away, junto con Hilary Swank.

### Plano personal
Wu se casó con el director y productor de origen cubano Óscar Luis Costo en 1994.

## Filmografía

### Cine
- El último emperador (1987)
- Iron & Silk (1990)
- Shadow of China (1990)
- The Guyver (1991)
- Heaven & Earth (1993)
- Teenage Mutant Ninja Turtles III (1993)
- The Joy Luck Club (1993)
- Vanishing Son (TV) (1994)
- Woman Rose (1996)
- The Pillow Book (1996)
- The Soong Sisters (1997)
- A Bright Shining Lie (1998)
- The Legend of Pig Eye (1998)
- Blindness (1998)
- 8½ Women (1999)
- Dinner Rush (2000)
- Roses Are Red (2000)
- Red Skies (2002)
- Encrypt (2003)
- Beauty Remains (2005)
- Kinamand (2005)
- Eve and the Fire Horse (2005)
- Shanghai Red (2006)
- Desires of the Heart (2008)
- The Founding of a Republic (2009)
- Shanghai Blue (2010)
- Snow Flower and the Secret Fan (2011)
- The Story of a Piano (2011)
- Departed Heroes (2011)
- To Forgive (2012)
- Judge Zhan (2012)
- The Palace (2013)
- Feed Me (2013)
- Who is Undercover (2014)
- Perfect Couple (2014)
- The Queens (2015)
- Go Lala Go 2 (2015)
- Everybody's Fine (2016)
- Youth Dinner (2017)
- The Chinese Widow (2017)
- Father and Son (2017)
- Cry Me a Sad River (2018)
- Knockout (2019)
- Dead Pigs (2019)

### Televisión
- Millennium (1998)
- Dwelling Narrowness (2009)
- Strange World (1999 - 2000)
- Highlander: The Series (1994)
- Secret Agent Man (2000)
- JAG (1995)
- Tales from the Crypt (1995)
- Murder, She Wrote (1996)
- The First Half of My Life (2017)
- Ruyi's Royal Love in the Palace (2018)
- Away (2020)
- Station 19 (2021)